# Erholungs-Gesellschaft Aachen 1837
Die Erholungs-Gesellschaft ist eine von Aachener Kaufleuten, Juristen und Fabrikanten im Jahr 1837 gegründete Gesellschaft in Form einer königlichen Stiftung preußischen Rechts. Engagierte Bürger des Vormärz nahmen mit dieser Gesellschaft Einfluss auf die Entwicklung der Stadt Aachen und der Region.
Bis heute residiert die Gesellschaft im ehemaligen Stadtpalais der Familie Cockerill, das seit 1844 Eigentum der Gesellschaft ist. Auch nach der Zerstörung des großen Saales und weiterer Teile im Jahre 1943 und dem anschließenden Wiederaufbau gibt die Rückfassade an der Reihstraße ein Zeugnis von dem bedeutenden Profanbaugebäude in der Aachener Innenstadt. Der damalige Gebäudekomplex erstreckte sich vom Friedrich-Wilhelm-Platz am Elisenbrunnen bis zur Reihstraße und ist bis heute Mittelpunkt der Brauchtumspflege und des Clublebens mit festlichen Veranstaltungen, Vorträgen und geselligen Zusammenkünften. Die Mitglieder der Gesellschaft gehören einem breiten beruflichem Spektrum an.

## Gründungsgeschichte

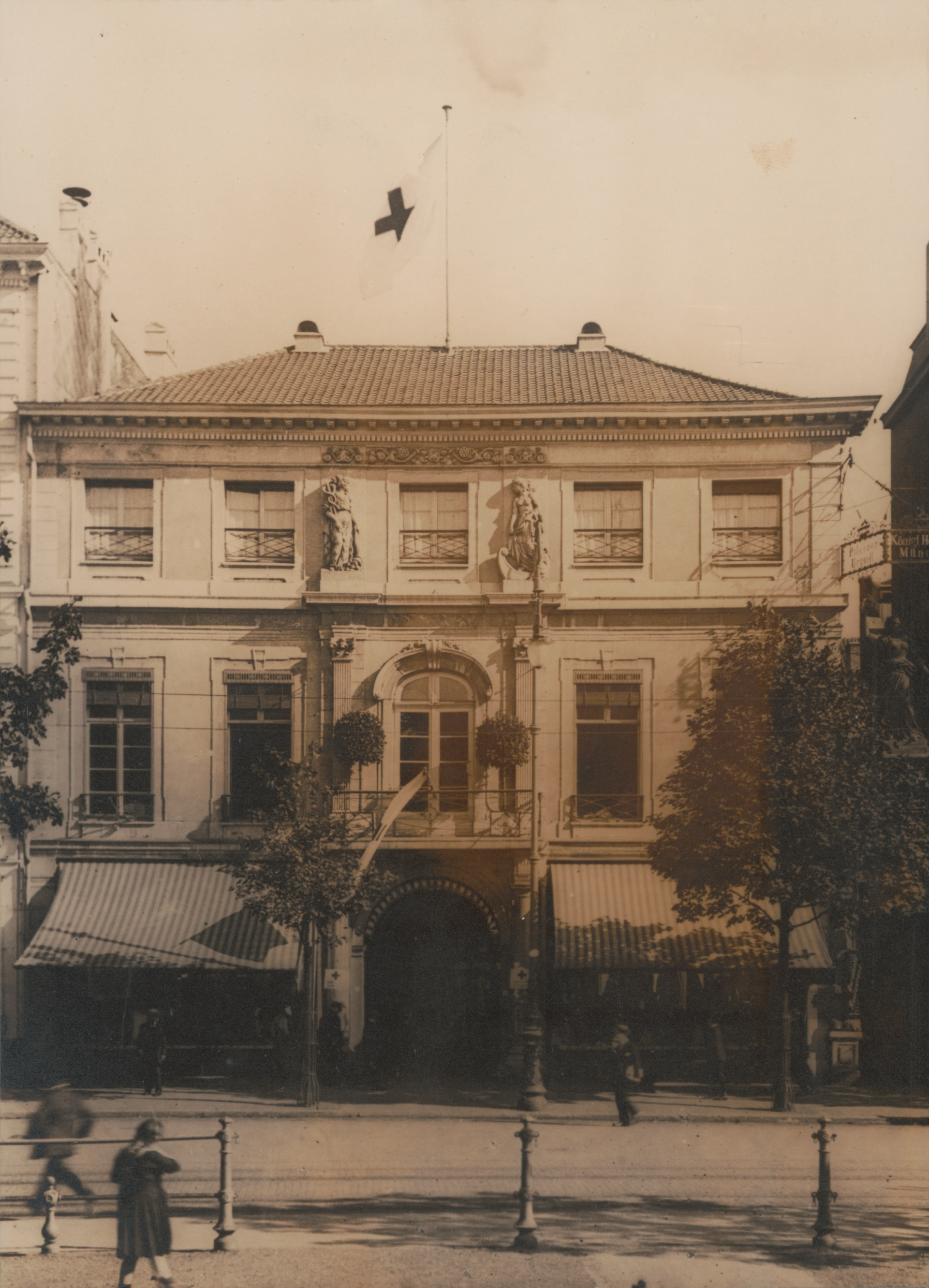
Straßenansicht des Hauses der Erholungsgesellschaft. Historische Aufnahme von Erwin Quedenfeldt um 1915

„Am 30. September 1837 wurde seitens eines provisorischen Ausschusses, für welchen Friedrich Hermann Weise zeichnete“, ein Gründungsgesuch an die Polizei-Direktion zu Aachen gerichtet, mit der Bitte eine „unter dem Namen „Erholung“ neu zu errichtende Gesellschaft“ zu genehmigen. 1837 war ein ereignisreiches Jahr, das mit den Kölner Wirren, die sicherlich auch auf das katholische Aachen zurückwirkten und den Göttinger Sieben, nur andeutungsweise umschrieben ist. Bereits vor der Gründung der Erholungsgesellschaft gab es „bürgerliche“ Aktivitäten in Aachen. Neben dem Club Aachener Casino hatten einige der Gründer der Erholungsgesellschaft „zuvor einem Kreis angehört, der sich „Gemütlichkeit“ nannte und in einer Gaststätte in der Pontstraße tagte“.
Mit dem Zeitalter der Aufklärung sind solche Entwicklungen innerhalb des Bürgertums in ganz Deutschland nachweisbar. Diese Entwicklung begann vor der „Franzosenzeit“ und dauerte in der „Preußenzeit“ an: Bereits „im letzten Drittel des 18. Jahrhunderts entstand durch Veränderung in der Struktur der städtischen Manufaktur- und Handelssektoren eine neue, hauptsächlich aus Händlern, Unternehmern und Produzenten bestehende Elite“, die „auf freiwilliger oder ehrenamtlicher Basis in der lokalen Stadtverwaltung“ mitwirkte. Ein Engagement, das „nicht nur den Geist der Aufklärung atmete, sondern auch von bürgerlichem Gesellschaftsstolz durchdrungen war“. Gern wird auf die im Rheinland bis heute gepflegte, antipreußische Gesinnung der Gesellschaft hingewiesen, die sich einer preußischen Institution bedient hätte, um gegen Preußen zu arbeiten. Dazu wäre genug Gelegenheit gewesen, denn es war keineswegs einfach aus den über fünf Millionen Neupreußen, die nach 1815 zu Preußen kamen, Preußen zu machen. Vor allem in den Städten der neuen Gebiete gab es sogar eine größere Autonomie als unter Napoleon. In Eupen-Malmedy blieb Französisch bis 1876 die offizielle Sprache. Viele Mitglieder der Gesellschaft, nicht zuletzt der Spiritus Rector David Hansemann, stammten weder aus dem Rheinland noch aus Frankreich. Die Ideen der Aufklärung und das Institut der Lesegesellschaften hatten, zumindest in Aachen, zwei Wurzeln: die Französische Revolution, deren Einflüsse sich bei den Clubisten der Mainzer Republik und in Aachen rund um Peter Josef Franz Dautzenberg, der die Gründung der Erholung nicht mehr erlebte, finden lassen, sowie das aufgeklärte Preußen, wo Mitglieder des Bürgertums und assimilierte Juden, wie Moses Mendelsohn, aufklärerische und antifeudale Traditionen in Bürgergesellschaften pflegten. Es waren nicht nur Friedrich II. und Voltaire, sondern die Gedanken Immanuel Kants, die  in der westlichen Provinz nach und nach von selbstbewussten Bürgern rezipiert wurden. Der verbliebene Einfluss der ehemaligen Habsburger Niederlande und der Katholizismus in der ehemaligen Reichsstadt Aachen, die durch die Ereignisse von 1815 zur westlichsten Bastion Preußens geworden war, gestalteten die Rollensuche der ehemaligen Krönungsstätte, die zum boomenden Industrie- und Hochschulstandort wurde, ebenfalls in starkem Maße.
Die Genehmigung der Statuten erfolgte am 25. Oktober 1837. Das erste Lokal der Gesellschaft befand sich unmittelbar rechts neben dem späteren Gebäude Wilhelmstraße Nr. 7. Unzufriedenheit führte bereits 1838 zur Gründung einer eigenen Weinhandlung, die den Wein für das erste größere Fest kaufte. Ein Jahr später beschloss die Gesellschaft das benachbarte Gebäude der Erben von James Cockerill zu mieten.

## Die Erholungsgesellschaft im Vormärz und 1848
Als Gründung des Vormärz war die Gesellschaft durchaus politisch. Das überwiegend katholische Aachen tat sich schwer mit der preußischen Regierung, die u. a. durch Eisenbahnbau und die Gründung der Technischen Hochschule die Stadt modernisieren konnte. Ein wichtiges Bindeglied nach Berlin war David Hansemann, der seit 1838 Mitglied der Erholungsgesellschaft war. Ihm gelang es, die Aachener Oberschicht, die zu großen Teilen der Erholungsgesellschaft angehörte, zu gewinnen, um diese Modernisierung zu unterstützen und finanziell zu fördern. Insofern war deren Engagement weniger antimonarchisch, sondern auf religiöse Unabhängigkeit, Wahlen und wirtschaftliche Vorteile gerichtet. Ein vereintes Deutschland, Liberale, unternehmerische, republikanische und vereinzelt auch demokratische Ideen wie Wahlen, Grundrechte und ein Parlament gehörten daher zu den Gesprächsthemen in der Erholungsgesellschaft, die im Lesezimmer rezipiert und diskutiert wurden.
Durch den Sturz der französischen Julimonarchie setzte im Februar 1848 eine revolutionäre Bewegung ein, die auch in Aachen zu „Hochspannung“ führte. Am 3. März wurde eine Bürgerwehr mobilisiert. Eine Petition des Gemeinderates forderte König Friedrich Wilhelm IV. auf, die bereits 1815 in Aussicht gestellte Volksvertretung, Pressefreiheit, Beibehaltung der Geschworenengerichte und gerechte Steuerverteilung endlich zu gewähren. Unter dem Vorsitz von Hansemann beschloss die Handelskammer am 17. März eine Eingabe an den König, die eine politische Neuorientierung und v. a. eine Bundesverfassung forderte, die über die Grenzen des deutschen Zollvereins, für den Hansemann ebenfalls aktiv eintrat, hinausgehen sollte.
Als am 20. März aus Berlin die Nachricht über die Barrikadenkämpfe eintraf, kam es auch in Aachen zu Unruhen, das Haus des Bürgermeisters Emundts, Vater des Erholungsmitgliedes Edmund Emundts, wurde beschädigt, Möbel auf die Straße geworfen und verbrannt. Fensterscheiben wurden auch beim Direktor des Gefangenenhauses, Gustav von Maltitz, der seit 1845 Mitglied der Gesellschaft war, eingeworfen. Hansemann forderte zur Ruhe auf. Schwarz-rot-goldene Fahnen wurden an der Aachener Dom und an der Kirche St. Johann in Burtscheid unter großem Jubel entrollt. Am 24. März wurde im Hotel des Mitgliedes Matthias Laurenz Nuellens, das sich in direkter Nachbarschaft des ehemaligen Cockerillschen Hauses, dem späteren Haus der Erholungsgesellschaft befand, eine Adresse an den König sowie die Bürger von Berlin und Wien von über 1000 Aachener Bürgern unterzeichnet. Als der polnische Fürst Adam Czartoryski am 26. März., anlässlich seiner Reise von Paris nach Warschau am Aachener Bahnhof begrüßt wurde, verlas Nuellens vor dem Fürsten die genannte Adresse an die Freiheitskämpfer, in der auch ein freies Polen gefordert wurde. Der spätere Abgeordnete der Paulskirche und Erholungsmitglied seit 1847, Kanonikus Wilhelm Smets, predigte in einem Requiem für die Märzgefallenen, das in der Münsterkirche am 27. März 1848 abgehalten wurde.
Am Palmsonntag, den 16. April, eskalierte die Situation, sieben Aachener Bürger starben bei Demonstrationen und Unruhen. Als einen Tag später der Vizepräsident des Paulskirchenparlamentes, Robert Blum und der Vertreter der Stadt Köln, Franz Raveaux in der Gemeinderatsversammlung im Aachener Rathaus erschienen und Hilfe anboten, lehnte der Oberbürgermeister und Erholungsmitglied Arnold Edmund Pelzer diese jedoch „als nicht notwendig“ ab. Noch am Vortag hatten die Erholungsmitglieder van Gülpen und Strom dem Gemeinderat einen Bericht über ihre Berlinreise, die sie u. a. zu Hansemann geführt hatte, erstattet.
Für das Frankfurter Vorparlament wählte der Aachener Gemeinderat u. a. das Erholungsmitglied Nicolaus Cornelius Strom (1794–1874) sowie den Oberregierungsrat Peter Ludwig Ritz, dessen Sohn Alfred Raimund Ritz, 1859 Mitglied in der Erholungsgesellschaft wurde. Am 25. April gab Pelzer die namentlichen Listen der Urwähler für das Parlament in Frankfurt bekannt. Am 1. Mai wurden der Advokatanwalt Franz Jungbluth und als sein Stellvertreter Handelsgerichtspräsident und Gründungsmitglied Joseph van Gülpen, gewählt. Hansemann hingegen erhielt nur 27 Stimmen, wurde aber im Landkreis gewählt. Hansemann war als Abgeordneter der Stadt Aachen bereits 1847 Teilnehmer des ersten vereinten Landtages in Berlin gewesen. Als er von den Erholungsmitgliedern, Johann Peter Joseph Monheim und Joseph van Gülpen am Bahnhof abgeholt wurde, überreichten sie ihm eine silberne Bürgerkrone und veranstalteten ein Festessen mit 300 Personen in der alten Redoute. Die Krone trug die Aufschrift: „David Hansemann dem gemeinnützigen Bürger, dem Abgeordneten Aachen beim ersten Vereinigten Landtag, dem unermüdlichen Streiter für Fortschritt, Freiheit und Recht“.
Jungbluth und van Gülpen verzichteten im September auf ihr Mandat. Als Ersatz rückte das Erholungsmitglied Friedrich von Kühlwetter (Jurist, 1809) nach, der preußischer Innenminister wurde und an der Gründung der Technischen Hochschule maßgeblich beteiligt war.
Da Hansemann sein Mandat in Frankfurt wegen seiner Verpflichtung als Minister nicht wahrnehmen konnte, rückte Erholungsmitglied Kanonikus Wilhelm Smets, der die Predigt für die Märzgefallenen gehalten hatte, nach. Smets musste allerdings bald wegen Krankheit verzichten; er starb am 4. Oktober 1848. Der Frankfurter Abgeordnete für Monschau, Landgerichtsrat Friedrich Bloemer, war seit November 1847 Mitglied der Gesellschaft. Auch Staatsanwalt Carl Philipp von Breuning, der für Herzogenrath in das Frankfurter Parlament zog, war seit 1845 Mitglied. Obwohl das Frankfurter Parlament später gewaltsam aufgelöst wurde, setzte sich vor allem Bloemer für den Frankfurter Hoffnungsträger, den Reichsverweser Erzherzog Johann ein, für den am 6. August 1848 eine Huldigungsfeier in Aachen stattfand. Der Oberbürgermeister übergab der Bürgerwehr eine schwarz-rot-goldene Fahne auf dem Theaterplatz, im Münster gab es ein Hochamt mit Tedeum.
Dem am 2. April 1848 von König Friedrich Wilhelm einberufenen zweiten Vereinigten Landtag gehörte als gewähltes Mitglied Reg. Assessor Johann Contzen an, der bis zu seiner Wahl kommissarischer Polizeidirektor von Aachen und Gründungsmitglied der Gesellschaft war. Dem preußischen Parlament gehörten neben Friedrich Bloemer, die Erholungsmitglieder Hansemann (Finanzen) und Kühlwetter (Inneres) als Minister und Bürgermeister Pelzer als Abgeordnete an. Im Februar wurden van Gülpen und Regierungsrat von Solemacher in der Erste Kammer gewählt. Van Gülpen sagte jedoch ab, für ihn wurde schließlich der Tuchfabrikant Carl von Nellessen gewählt. Zum Jahrestag der Märzrevolution fanden in Aachen zahlreiche Veranstaltungen statt.
Die Abgeordneten und Politiker der Erholung bildeten in dieser Zeit keineswegs eine politisch geschlossene Gruppe oder gar eine Partei, sie gehörten dem liberalen oder konservativen Spektrum an und waren keine radikalen Demokraten. Auch die Gründer des konstitutionellen Vereins, der sich für eine konstitutionelle Monarchie einsetzte, Joseph Hartung (1805–1863) und Leopold Scheibler waren Erholungsmitglieder. Die politisch engagierten Mitglieder der Gesellschaft setzten sich für eine konstitutionelle Monarchie in Preußen ein. Sie kämpften für Wahlen, eine Verfassung, ein Parlament und Grundrechte. Obwohl die erste Republik in Frankfurt scheiterte, kam in Preußen schließlich eine konstitutionelle und damit moderne Monarchie zustande, an der sie ihren Anteil hatten.

## Stadtpalais der Erholungsgesellschaft

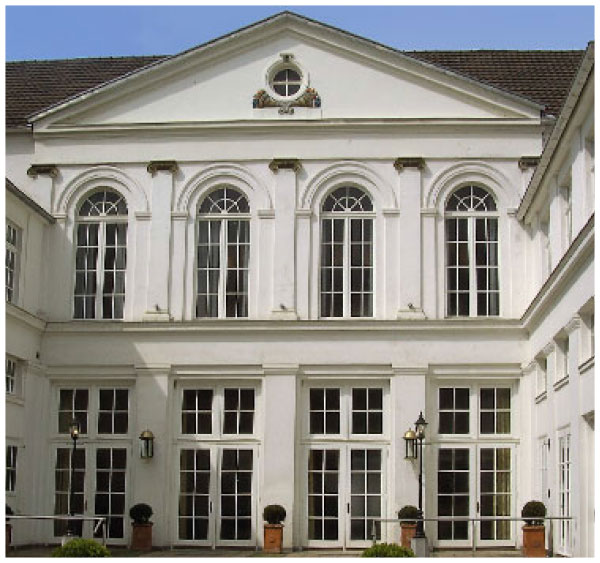
Fassade in der Reihstraße

Am 28. Februar 1845 erwarb die Erholungsgesellschaft das „Haus Friedrich-Wilhelm-Platz No. 758 L.A.“. Das von Jakob Couven um 1800 erbaute Haus war 1818 zur Zeit des Aachener Kongresses von König Friedrich Wilhelm III. bewohnt worden am 30. August 1830 Ort eines Arbeiteraufstandes der Tucharbeiter geworden. 1845 wurde es durch den Architekten Jean-Pierre Cluysenaar den neuen Erfordernissen angepasst. Sogleich beschloss der Vorstand ein Lesezimmer einzurichten. Mit der Buchhandlung Jacob Anton Mayer, später die Mayersche Buchhandlung, wurde eine Abonnementsvertrag über ca. 20 Zeitschriften abgeschlossen. 1912 waren es bereits 60 zum Teil internationale Zeitschriften, die gehalten wurden. Nicht unumstritten war damals die Frage, ob die Erholung sich auch „wohltätigen Zwecken“ öffnen sollte. Im Januar 1844 beschloss der Vorstand jährlich einen Maskenball zu veranstalten. Die Tradition der Maskenbälle hat die Gründung des Aachener Karnevalsvereins (AKV) beeinflusst.
Im Jahr 1847 fand im Haus der Erholung die Versammlung der Gesellschaft Deutscher Naturforscher und Ärzte statt. Treibende Kraft war der Apotheker Johann Peter Joseph Monheim, der Mitglied der Erholungsgesellschaft war. Eine Zeichnung des damaligen Versammlungsortes ist erhalten geblieben.
Von großer Bedeutung für Großveranstaltungen der Stadt Aachen war der sogenannte „weiße Saal“ der Erholung, der zu den größten Versammlungsstätten der ehemaligen Reichsstadt gehörte.

## Umbauten
Vor dem Ersten Weltkrieg kam es zu umfangreichen Umbauten im Stadtpalais durch Carl Sieben. Aus diesem Umbau erhalten blieb die repräsentative Treppe zu den Festsälen in der Eingangshalle. Im Ersten Weltkrieg wurde im weißen Saal ein Lazarett eingerichtet. Nach dem Zweiten Weltkrieg wurde nach den kriegsbedingten Zerstörungen das gesellschaftseigene Gebäude an der Reihstraße im klassizistischen Stil wiederaufgebaut.

## Brauchtumspflege

### Lesezimmer
Vom 5. April 1840 stammt der Vorstandsbeschluss, ein Lesezimmer einzurichten. Mit der Firma Jacob Annton Mayer wurde deshalb ein Abonnement für Zeitungen abgeschlossen. Im Laufe der Zeit kamen fremdsprachige Zeitungen dazu. Die in der Festschrift von 1912 genannten Beträge zur Unterhaltung des Lesezimmers sind beachtlich.
Zu diesem Zeitpunkt hielt die Gesellschaft 62 Zeitschriften. Neben der Berliner Börsenzeitung, dem „Echo der Gegenwart“, der „Freisinnigen Zeitung“, der „Nationalzeitung“, der „naturwissenschaftlichen Wochenschrift“ gehörten auch unterhaltsame Zeitschriften wie „Punch“, „Simplicissimus“, „Kladderadatsch“ sowie politische: „Vorwärts“, „Kreuzzeitung“ und internationale: „The Daily News“, „Revue des Deux Mondes“, „The Illustrated London News“ zum Angebot. Im Lesezimmer hing der dreisprachige deutsch-französisch-englische Hinweis, dass im Lesezimmer keine laute Unterhaltung zu führen erlaubt sei.

### Maskenball
Im Jahr 1844 beschließt der Vorstand einen Maskenball am 10. Februar 1844 durchzuführen, der ein voller Erfolg wurde. Die Eintrittskarte mit aufwendig gestalteter Rückseite blieb im Archiv erhalten. Ab 1847 gab es sogar jährlich zwei Maskenbälle.

### Noppeneys
Noppeney ist in der Aachener Tradition die Bezeichnung für einen ehemaligen Stadtpolizisten aus der Preußenzeit, mit dem eine Menge Eigenschaften assoziiert werden. Die Figur des Noppeney und seine Uniform gehören zum Allgemeingut im Aachener Karneval. Der „Noppeney“ ist daher traditionell Mitglied im Hofstaat des Aachener Karnevalsprinzen. Er gehört auch zum festen Ensemble des Aachener Puppentheaters, dem Öcher Schängchen.
1975 entstand unter dem Aachener Prinz Hugo I. Holl die Noppeney-Garde. Holl war Mitglied der Erholungsgesellschaft und begeisterte die Aachener mit seinem legendären Elefantenritt im Rosenmontagszug. Aus dieser Zugteilnahme entstand die Noppeney-Garde. Die Noppeneys sind seitdem Teil der Erholungsgesellschaft und ihrer Brauchtumspflege. Am Rosenmontag zieht die Noppeney-Garde mit ihren Trommeln (Zimm) laut musizierend durch die Stadt und verstößt damit in der Regel gegen die zugelassene Lautstärke, was aber nicht zu den Hauptzielen der Garde gehört. Mit Pickelhaube und preußischer Uniform nehmen sie die Preußenzeit gehörig auf die Schippe und karikieren den preußischen Militarismus. Ihr fehlender Gleichtakt und Gleichschritt sollen weitere preußische Tugenden in Frage stellen. Ob das mangelnde Taktgefühl durch Nichtkönnen oder Widerstand gegen die Preußen erklärt werden darf, wird selbst von Noppeneys unterschiedlich beurteilt.

## Archiv der Erholungs-Gesellschaft von 1837
Trotz des Bombenangriffs und der damit verursachten starken Zerstörung des Stadtpalais haben sich Archivalien aus der Vorkriegszeit erhalten, die im Haus der Erholung gepflegt werden. In eigenen Archivräumen befinden sich Verträge, Akten, Baupläne, Zeichnungen und Urkunden vom 19. Jahrhundert bis heute. Die historischen Mitgliederlisten, Ballotagen und zahlreiche Fotos sind vorhanden. Die geschäftlichen Aktivitäten der Gesellschaft wurden dort seit Beginn archiviert und sind zum großen Teil erhalten geblieben. Historische Artefakte wie Bilder, Gemälde, ledergebundene Wein- und Menükarten, Stempel und ein Petschaft sind ebenso erhalten geblieben wie der „Silberschatz“: ein unvollständiges aber ehemals vielteiliges Silberbesteck, das bei Festessen genutzt wurde. Die Bestände werden zurzeit erfasst, verzeichnet, bewertet und ggfs. restauriert. Die kulturwissenschaftliche und lokalgeschichtliche Bedeutung des Archivs, das im Wesentlichen Materialien zur Brauchtumspflege enthält, ist noch nicht ansatzweise erkannt worden. Die hauseigenen Veröffentlichungen und Festschriften sind auf der Grundlage des Archivs entstanden und dokumentieren die Höhepunkte der Brauchtumspflege und die Bedeutung einzelner Mitglieder der Erholungsgesellschaft. Das Archiv ist nicht öffentlich und nur nach Absprache zugänglich.

## Clubleben
Neben dem jährlichen Programm, das Feste im Jahreskreis (Neujahrsempfang, Karneval, Sommerfest, Gansessen, Stiftungsfest, Weihnachtsfeier) und Vortragsveranstaltungen  bietet, gibt es auch ein regelmäßiges Clubleben, zu dem eine ganze Reihe von eigenen Kegelclubs gehört, sowie ein Billardraum, in dem sich Mitglieder zum Billard treffen.

## Präsidenten
| Präsidenten                   | Präsidenten |
| ----------------------------- | ----------- |
| Friedrich Hermann Weise       | 1837–1842   |
| Jakob Dick                    | 1843        |
| Gottfried Wilhelm Stoltenhoff | 1844–1847   |
| Aloys Goeddertz               | 1848        |
| Peter Jakob Püngeler          | 1849–1856   |
| Nikolaus Cornelius Strom      | 1859–1860   |
| Karl Andreas Boehne           | 1861–1864   |
| Hermann Stercken              | 1865–1872   |
| Friedrich Wilhelm Hasenclever | 1873–1874   |
| Friedrich Wilhelm von Hüls    | 1874–1876   |
| Karl Veling                   | 1885–1894   |
| Fritz Berndt                  | 1895–1998   |
| Hermann Schornstein           | 1899–1909   |
| Gustav Drouven                | 1910–1920   |
| Albert Schiffers              | 1921–1929   |
| Erich Zurhelle                | 1929–1935   |
| Ernst Kaether                 | 1935–1945   |
| Johannes Everling             | 1950–1960   |
| Friedrich Richard Schlenter   | 1960–1966   |
| Josef Weishaar                | 1966–1968   |
| Peter Hubert Lennartz         | 1968–1974   |
| Heinrich Müller               | 1975–1990   |
| Klaus Peters                  | 1990–1999   |
| Lambert Matthias Naeven       | 1999–2009   |
| Hartmut Rottmann              | 2009–2011   |
| Elmar Wieczarkowiecz          | 2011–2016   |
| Jürgen Haas                   | 2016–2019   |
| Elmar Wieczarkowiecz          | 2019–2021   |
| Stephan Jüsten                | seit 2021   |

## Die Mitglieder der Erholungsgesellschaft von 1837 (Auswahl)
Durch die „Entfesselung des Prometheus“ entstand im Raum der ehemaligen Reichsstadt Aachen, früher als an der Ruhr, eine ausgesprochen reichhaltige und diversifizierte Industrielandschaft, die von der Grenzlage zu Belgien profitierte und dadurch zum Einfallstor der Industrialisierung in Preußen wurde. Von England über Belgien gelangte beispielsweise mit den Brüdern Cockerill, die Mitglieder der Erholungsgesellschaft waren, wichtiges Knowhow nach Aachen. Natürliche Ressourcen wie heiße Quellen, Steinkohle- und Galmeivorkommen, die schon zu protoindustriellem Gewerbefleiß im Mittelalter und der Frühen Neuzeit geführt hatten, begünstigten auch die Entwicklung nach 1815. Zu den Mitgliedern der Erholungsgesellschaft gehörten deshalb vor allem Unternehmerpersönlichkeiten aus der Textil-, Maschinen-, Nadel, Kratzen-, Tabak-, Zigarren-, Farben- und Montanindustrie. Honoratioren aus dem etablierten Bürgertum wie Juristen, Bürgermeister, Ärzte, Apotheker, Bierbrauer kamen ebenso hinzu wie Vertreter der durch die Industrialisierung notwendiger gewordenen Gewerbe wie Dampfkessel-, Waggon- und Automobilbauer, Hochschulprofessoren, Ingenieure, Spediteure, Drucker und Bankiers. Die Mitgliederverzeichnisse des Clubs Aachener Casino und der Erholungsgesellschaft von 1837 lesen sich daher wie ein Who-is-Who der Industrie- und Technikgeschichte der Aachener Region. Folgend eine Auswahl von Mitgliedern, die über einen eigenen Wikipedia-Eintrag verfügen.
- Christian Felix Ackens, Chorleiter, Mitbegründer des AKV
- Josef Beduwe, Fabrikant,
- Johann Arnold Bischoff, Tuchfabrikant
- Friedrich Bloemer, Mitglied des Paulskirchenparlamentes und der preußischen Nationalversammlung
- August von Brandis, Maler, Kunstprofessor
- Carl von Breuning, Mitglied des Paulskirchenparlamentes
- James Cockerill, Industrieller
- Johann Contzen, Gründungsmitglied, Mitglied des Preußischen Landtages
- Robert Ferdinand Cremer, Architekt
- Adolf von Dombois, Jurist und Politiker
- Peter Johannes Droste, Historiker
- Edmund Emundts, Oberbürgermeister von Aachen
- Emil Felix, Architekt
- Robert von Görschen, Verwaltungsjurist
- Joseph van Gülpen, Mitglied der preußischen Nationalversammlung
- David Hansemann, preußischer Finanzminister
- Friedrich Wilhelm Hasenclever, Chemieunternehmer
- Robert Hasenclever, Chemieunternehmer
- Friedrich Karl Henkel, Chemieunternehmer
- Eduard Honigmann, Bergwerksbesitzer
- Friedrich Honigmann, Bergbauunternehmer
- Moritz Honigmann, Chemieunternehmer
- Otto Intze, Bauingenieur
- Laurenz Jecker, Nadelfabrikant
- Adolph Kirdorf, Montanunternehmer
- Friedrich von Kühlwetter, Regierungspräsident, preußischer Innenminister
- Eduard Linse, Architekt
- Emil Lochner, Tuchfabrikant
- Rudolf Lochner der Ältere, Tuchfabrikant
- Rudolf Lochner der Jüngere, Unternehmer
- Johann Peter Joseph Monheim, Chemiker
- Friedrich Pauwels, Mediziner
- Marcel Philipp, Oberbürgermeister von Aachen
- Alfred Rethel, Maler, Künstler
- Alexander Reumont, Mediziner
- Alfred von Reumont, Landrat
- Leopold Scheibler, Transportunternehmer
- Albert Schiffers, Unternehmer
- Robert Suermondt, Bankier
- Georg Talbot, Eisenbahningenieur
- Carl Gustav Talbot, Waggonfabrikant
- Richard Talbot, Waggonfabrikant
- Victor Weidtman, Bergrat
- Ludwig von Weise, Oberbürgermeister von Aachen
- Adolf Wüllner, Physiker
- Erich Zurhelle, Mediziner